# المتدرب (فلم)
فيلم المتدرب (بالإنجليزية: The Intern) هو فيلم درامي كوميدي أمريكي صدر في الـ25 من سبتمبر 2015 من إخراج وتأليف وإنتاج نانسي مايرز وبطولة النجم روبيرت دي نيرو والنجمة الشابة آن هاثاواي.

## القصة
تدور أحداث الفيلم حول الشابة جولز أوستن (آن هاثاواي) صاحبة إحدى المواقع الالكترونية الناجحة في مجال الأزياء والموضة، والتي تُقرر تعيين الأرمل العجوز بين وايتكر (روبرت دي نيرو ) والذي تعدى عمره السبعين عاما ليُصبح متدربا تحت إرشادات ونصائح مؤسسة الموقع نفسها.

## طاقم العمل
- روبرت دي نيرو بدور بين وايتيكر
- آن هاثاواي بدور جولز اوستن
- رينيه روسو بدور فيونا
- نات وولف بدور جاستين
- أدمم ديفين بدور جايسون
- ليندا لافين بدور باتي
- أندرو رانيلز بدور كاميرون

## الميزانية والإيرادات
بلغت ميزانية الفيلم حوالي 35 مليون دولار فيما بلغت الايرادت أكثر من 194 مليون $ 

## الاستقبال النقدي
تلقى الفيلم مراجعات فوق المتوسطة من قبل النقاد حيث حصل على متوسط 60 % على موقع الطماطم الفاسدة بناء على 149 مراجعة، وحصل على متوسط 51% على موقع ميتاكريتيك بناء على 36 مراجعة نقدية.
== الجوائز ==

## روابط خارجية
- مقالات تستعمل روابط فنية بلا صلة مع ويكي بيانات